# Transferering
Transferering, använt som samhällsekonomiskt begrepp, innebär att ekonomisk bärkraft genom kollektiva statsfinansiella åtgärder och dylikt överflyttas från vissa sociala grupper till andra sociala grupper.
Den grupp som belastas vid en transferering utsätts för beskattning, tvång att betala särskild avgift med mera. Den grupp som gynnas vid en transferering kan i gengäld motta bidrag, försäkringsersättning, pension med mera; i vissa fall är ett bidrag inte avhängigt en inkomstprövning, utan kan utbetalas generellt utan att äventyra transfereringseffekten. Även progressiv beskattning kan användas i transfereringssyfte. Det sistnämnda är vanligt vid inkomstbeskattning.